# Мхеидзе, Лука
Лука Мхеидзе (груз. ლუკა მხეიძე, р. 5 января 1996) — французский дзюдоист грузинского происхождения, чемпион и призёр чемпионатов Европы, олимпийский чемпион 2024 года в смешанном командном турнире, серебряный призёр летних Олимпийских игр 2024 года, бронзовый призёр летних Олимпийских игр 2020 года в Токио. Выступает в наилегчайшей весовой категории (до 60 кг).

## Биография
Родился в 1996 году в Тбилиси в Грузии. Самый молодой чемпион Грузии, был вынужден покинуть свою страну вместе с семьёй в 2008 году, в возрасте 12 лет, после Второй войны в Южной Осетии. После восьми месяцев пребывания в Польше он переехал в пригород Парижа в 2010 году, имея статус политического беженца.
В 2014 году Лука Мхеидзе стал чемпионом Франции среди юниоров.
В 2018 году на чемпионате мира, который проходил в Азербайджане, в третьем туре он уступил сильному россиянину Роберту Мшвидобадзе и завершил участие на турнире.
В 2020 году в Будапеште он становится третьим на турнире Большого шлема, в 2021 году в Ташкенте повторяет свой бронзовый успех на Большом шлеме.
В апреле 2021 года на чемпионате Европы, который состоялся в португальской столице Лиссабоне, испанский спортсмен в финале в дополнительное время поборол француза Луку Мхеидзе. Француз стал вторым и завоевал первую серьёзную награду чемпионата континента.
В первый игровой день на летних Олимпийских играх в Токио, в весовой категории до 60 кг, Лука завоевал бронзовую медаль, победив в поединке за третье место корейца Ким Вон Джина.
На летних Олимпийских играх 2024 года в Париже Лука завоевал серебряную медаль, уступив в финале казахстанскому спортсмену Елдосу Сметову.
В апреле 2025 года на чемпионате Европы в Подгорице в весовой категории до 60 кг стал обладателем бронзовой медали. В схватке за третье место одолел соперника из Армении Ашика Андреяна. 